# Oncholaimus spissus
Oncholaimus spissus är en rundmaskart som beskrevs av Allgen 1935. Oncholaimus spissus ingår i släktet Oncholaimus och familjen Oncholaimidae. Arten är reproducerande i Sverige. Inga underarter finns listade i Catalogue of Life.